# Abdicarea de la Fontainebleau

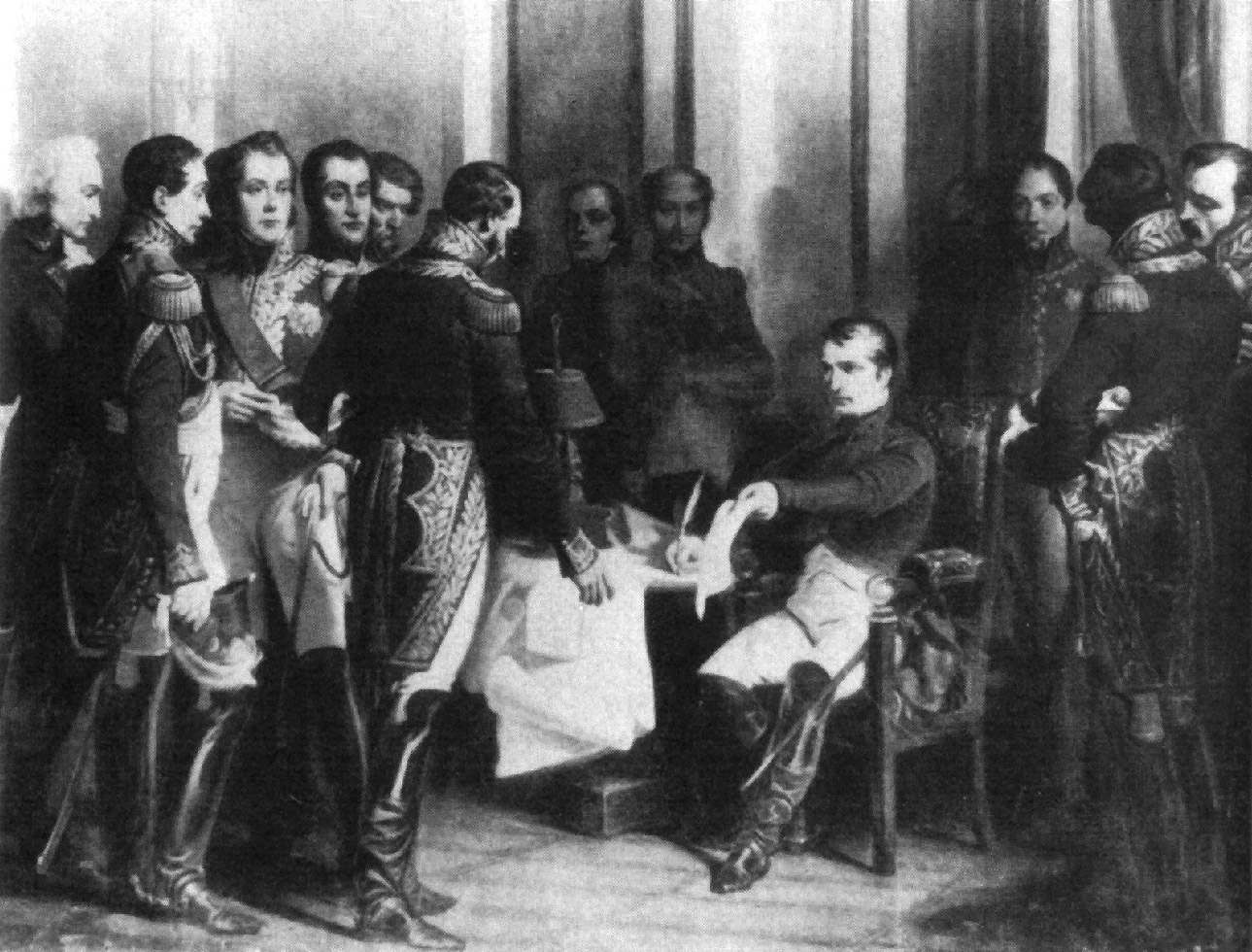
Momentul semnării primei abdicări a Împăratului Napoleon.

Prima abdicare a lui Napoleon I a avut loc la 6 aprilie 1814 la castelul de la Fontainebleau, pe 11 aprilie semnându-se Tratatul de la Fontainebleau, care reglementa exilul lui Napoleon în insula Elba. 
Pe 4 aprilie, în prezența unor generali și oameni de stat francezi, printre care Mareșalii Imperiului Ney, Berthier, Moncey, Lefebvre și foștii miniștri de externe Maret și Caulaincourt, Napoleon scrisese și semnase o primă versiune a abdicării, care transmitea tronul fiului său minor, „Regele Romei”, sub regența Împărătesei Marie-Louise. 

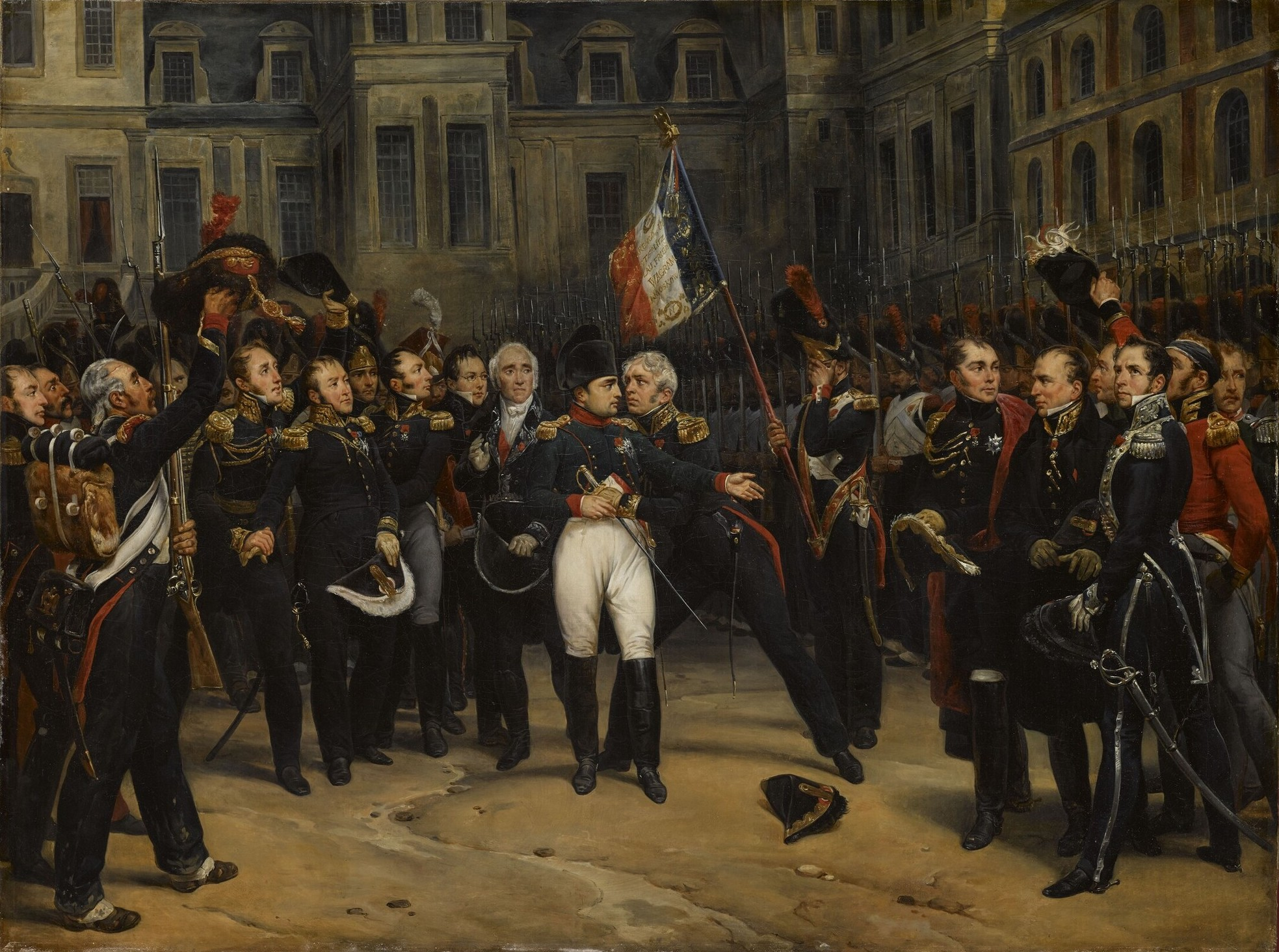
Cuvintele de adio ale lui Napoleon către Garda Imperială, în curtea castelului de la Fontainebleau

Cu toate acestea, aflând despre predarea capitalei în urma defecțiunii lui Marmont de pe 5 aprilie, Împăratului nu îi mai rămâne decât soluția de a abdica necondiționat, lucru pe care îl face pe 6 aprilie. Pe 11 aprilie, după nenumărate tratative, s-a semnat Tratatul de la Fontainebleau cu Aliații, act ce îi acordă lui Napoleon insula mediteraneană Elba, dreptul de a fi însoțit de 1000 de oameni din Gardă iar Franța urma să îi plătească o indemnizație anuală. 
După o tentativă de sinucidere pe 12, pe data de 20 aprilie 1814, Napoleon își ia adio de la Garda sa în curtea castelului de la Fontainebleau și apoi pleacă în exil în insula Elba. Episodul ultimei cuvântări din marea curte a castelului a rămas cunoscut sub numele de „Les adieux de Fontainebleau”. Cuvintele transmise de Napoleon Gărzii au fost consemnate în Manuscrit de 1814 al baronului Fain: 
« Soldați din Vechea mea Gardă, vă spun adio. De douăzeci de ani, v-am regăsit în mod constant pe drumul onoarei și al victoriei [...]. Cu oameni ca voi, cauza noastră nu era pierdută. Dar războiul era interminabil; ar fi fost război civil și astfel Franța nu ar fi devenit decât mai nefericită. Am sacrificat deci toate interesele noastre în fața acelora ale patriei; plec. Voi, prietenii mei, continuați să serviți Franța [...]. Dacă am consimțit să supraviețuiesc, este pentru a servi în continuare gloria noastră: vreau să scriu marile lucruri pe care le-am făcut împreună. La revedere, copiii mei! Aș vrea să vă strâng pe toți la piept; să sărut măcar drapelul vostru. »